# Wattwil
Wattwil – miejscowość i gmina we wschodniej Szwajcarii, w kantonie St. Gallen, w okręgu Toggenburg. 1 stycznia 2013 do gminy przyłączono gminę Krinau.

## Demografia
W Wattwil mieszkają 8 954 osoby. W 2022 roku 25% populacji gminy stanowiły osoby urodzone poza Szwajcarią. 

## Transport
Przez teren gminy przebiega droga główna nr 8.